# بیمارستان حاجیه نرگس معرفی ماهشهر
بیمارستان حاجیه نرگس معرفی ماهشهر واقع در استان خوزستان، شهرستان ماهشهر بیمارستانی است درمانی و وابسته به دانشگاه علوم پزشکی جندی شاپور اهواز با ۱۵۰ تخت ثابت که در سال ۱۳۸۲ توسط حاج ابراهیم معرفی ساخته شده و جایگزین بیمارستان شهداء ماهشهر می‌گردد.
این بیمارستان ابتدا به عنوان زایشگاه اهدا گردید و سپس به بیمارستان کامل تغییر کاربری یافت.
هم اکنون این بیمارستان دارای بخش‌های داخلی، جراحی عمومی، جراحی زنان و زایمان، کودکان، ارتوپدی، چشم پزشکی، ارولوژی، Post CCU , CCU و دیگر واحدهای پاراکلینیکی و درمانگاهی می‌باشد.